# Hanceola
Hanceola là một chi thực vật có hoa trong họ Hoa môi (Lamiaceae).

## Loài
Chi Hanceola gồm các loài: